# Dipturus endeavouri
Dipturus endeavouri är en rockeart som beskrevs av Last 2008. Dipturus endeavouri ingår i släktet Dipturus och familjen egentliga rockor. IUCN kategoriserar arten globalt som nära hotad. Inga underarter finns listade i Catalogue of Life.